# Noc kryształowa

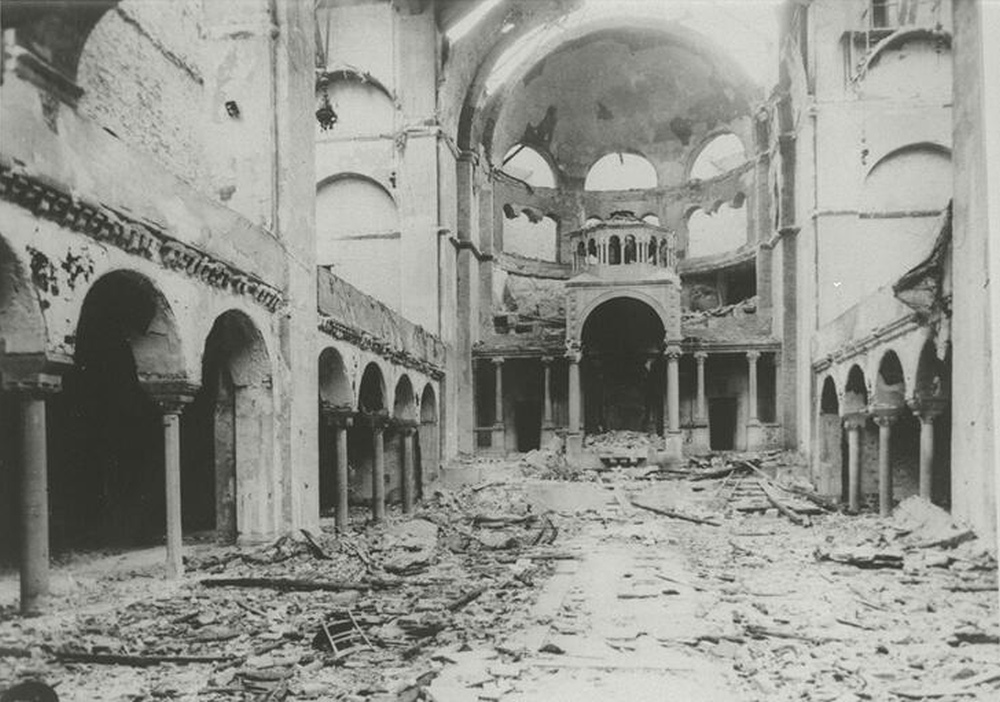
Zniszczona synagoga Fasanenstrasse w Berlinie

Noc kryształowa (niem. Kristallnacht, Reichskristallnacht, Reichspogromnacht) – pogrom Żydów w nazistowskich Niemczech zainicjowany przez władze państwowe, w nocy z 9 na 10 listopada 1938.
Ulice niemieckich miast zostały zasypane odłamkami szkła i kryształów ze zniszczonych żydowskich mieszkań i sklepów, stąd też nazwa pogromu. Druga teoria co do nazwy mówi o „krystalizacji”, czyli oczyszczeniu narodu niemieckiego z przedstawicieli innych narodów, przede wszystkim Żydów. Naziści nie tylko przyzwolili na prześladowania ludności żydowskiej, ale również nadali im zorganizowany charakter.

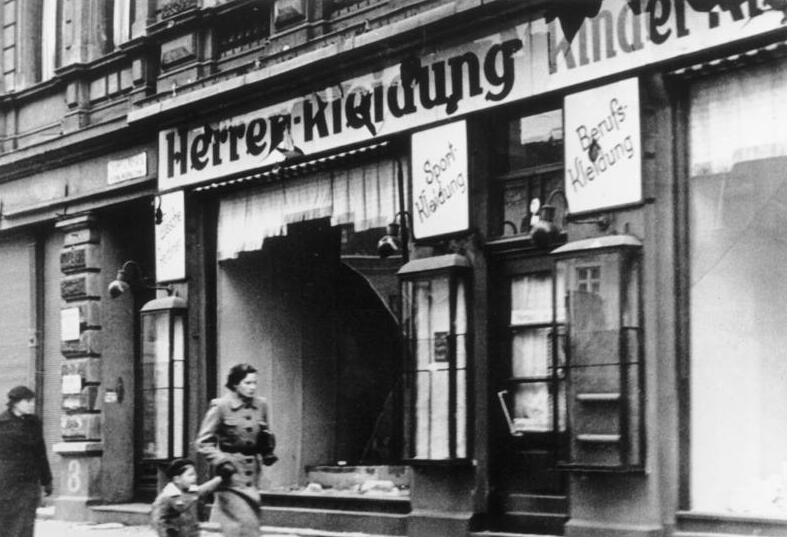
Zniszczony żydowski sklep w Magdeburgu

## Zamach w Paryżu

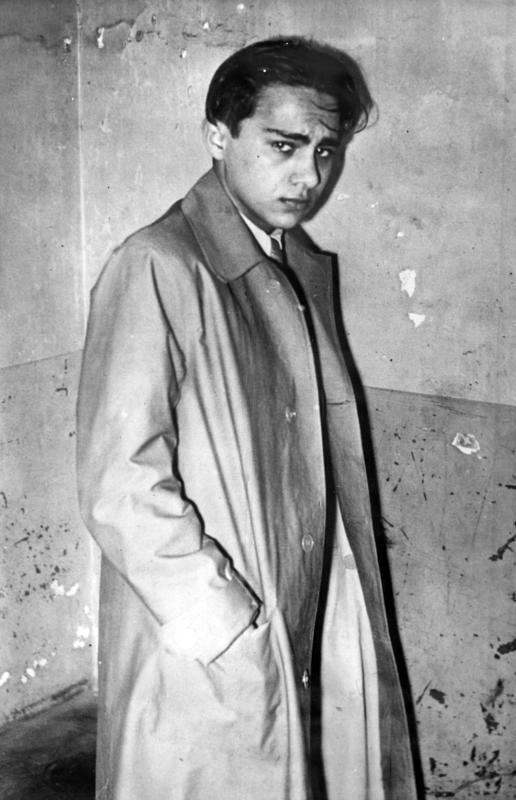
Herschel Grynszpan po aresztowaniu

Do 1938 r. III Rzeszę opuściło około 170 tys. z 565 tys. zamieszkujących Niemcy i Austrię Żydów, którzy skierowali się głównie do Wielkiej Brytanii (52 tys. osób), Francji (30 tys.), Polski (25 tys.), Belgii (12 tys.), Szwajcarii (10 tys.) i krajów skandynawskich (5 tys.); udział Stanów Zjednoczonych był pomijalnie niski. Pozostałych obywateli niemieckich narodowości żydowskiej dotykały nieustanne prześladowania wynikające z tzw. ustaw norymberskich z 15 września 1935, których istotą był podział obywateli Niemiec na „Aryjczyków” i ludność niearyjską. W listopadzie 1938 r. Niemcy opuściło ok. 200 tys. „żydowskich konwertytów”, którzy uzyskali wizy dzięki pomocy kardynała Pacellego, późniejszego papieża Piusa XII..
Pod koniec października 1938 r. władze niemieckie deportowały około 17 tysięcy Żydów z polskimi paszportami za wschodnią granicę Niemiec, do Polski. Większość Żydów, bo około 10 tysięcy, trafiło do obozu przejściowego w Zbąszyniu, gdzie zostali internowani przez polskie władze. Wśród wypędzonych do Zbąszynia znalazła się rodzina Grynszpanów, która od 1911 r. mieszkała w Hanowerze. Ich syn Herszel Grynszpan, który zamierzał osiedlić się w Palestynie, w 1936 r. wyemigrował do Francji i zamieszkał u krewnych w Paryżu. Tu dowiedział się 3 listopada 1938 z listu od siostry, jaki los spotkał jego rodzinę. To wywołało u niego chęć odwetu na Niemcach. 7 listopada 1938 udał się do ambasady niemieckiej w Paryżu, w której ubiegał się o rozmowę z ambasadorem. Przyjął go niższy rangą sekretarz Ernst vom Rath, do którego Grynszpan pięciokrotnie strzelił. Rath po dwóch dniach zmarł na skutek odniesionych ran. Choć zamach, jako akt zemsty Grynszpana, miał znaczenie drugorzędne, niemiecka propaganda określiła go jako „atak międzynarodowego żydostwa na Rzeszę Niemiecką”, łącząc go z zamachem na nazistę Wilhelma Gustloffa, dokonanym w lutym 1936 r. w Szwajcarii przez żydowskiego studenta Dawida Frankfurtera.

## Pretekst pogromu
Propagandziści z NSDAP wykorzystali wydarzenie do wzniecenia wzmożonej kampanii antysemickiej. Zastrzelony Ernst vom Rath zyskał miano politycznego męczennika – pierwszej „ofiary krwi” w walce ze „światowym żydostwem”.
Tak się złożyło, że na początku listopada 1938 partyjne kierownictwo III Rzeszy zjechało do Monachium, by uczcić towarzyszy poległych podczas hitlerowskiego puczu, tzw. marszu na halę wodzów, który odbył się w listopadzie 1923. Dzień ten stał się świętem państwowym, w którym odbywały się uroczystości dla ludności oraz mianowano na wyższe stopnie członków Narodowosocjalistycznej Niemieckiej Partii Robotników (NSDAP). W 1938 r. świętowano 15 rocznicę nieudanego puczu monachijskiego. W czasie spotkań partyjnych uczczono przede wszystkim sukcesy Adolfa Hitlera – kanclerza Rzeszy: aneksję Austrii i utworzenie „Wielkich Niemiec” oraz efektów układu w Monachium, dzięki którym do III Rzeszy włączone tereny sudeckoniemieckie.
8 listopada Adolf Hitler tradycyjnie przemawiał w piwiarni mieszczańskiej do towarzyszy partyjnych, nie wspominając jednak o wydarzeniu w Paryżu. Dopiero minister propagandy Rzeszy Joseph Goebbels tego samego dnia oświadczył w dzienniku „Völkischer Beobachter”, że naród niemiecki wyciągnie właściwe wnioski z zamachu na niemieckiego dyplomatę.
9 listopada „starzy bojówkarze” NSDAP spotkali się na wieczorze koleżeńskim w sali ratusza monachijskiego. Około 21:00 Adolf Hitler po otrzymaniu wiadomości, że Ernst vom Rath zmarł, zaraz opuścił zebranie. Natychmiast uaktywnił się Joseph Goebbels, ogłaszając zebranym o śmierci sekretarza ambasady. Wygłosił przy tym mowę o zabarwieniu antysemickim. Zwrócił uwagę, że ludność prowincji Elektorat Hesji i Magdeburg-Anhalt spontanicznie zorganizowała wiece antyżydowskie. Goebbels zaznaczył, że wódz nie życzy sobie, by podobne wiece były organizowane przez NSDAP. Jeśli jednak będą się zawiązywały spontanicznie, to nie należy im przeciwdziałać. Słuchający ministra propagandy namiestnicy partyjni odczytali to jako wezwanie do wystąpień antyżydowskich, w których partia miała pozostać w cieniu wydarzeń.

## Noc kryształowa

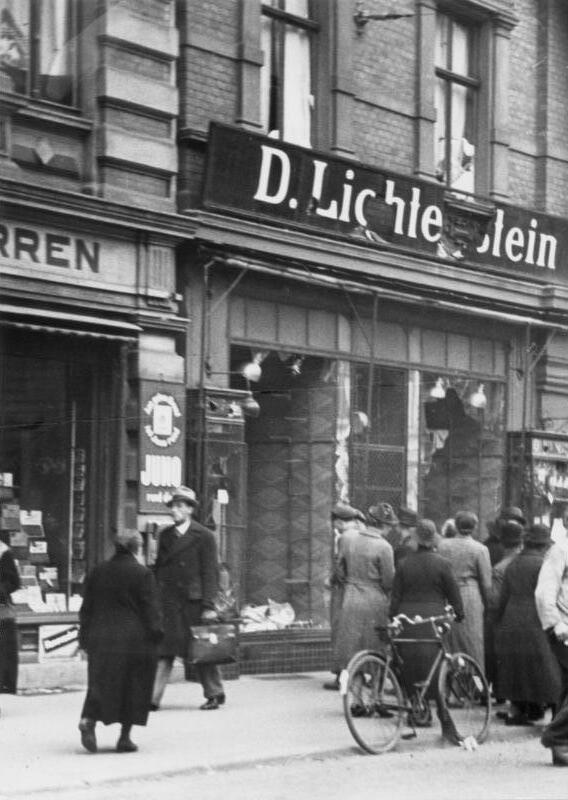
Zniszczony żydowski sklep w Magdeburgu

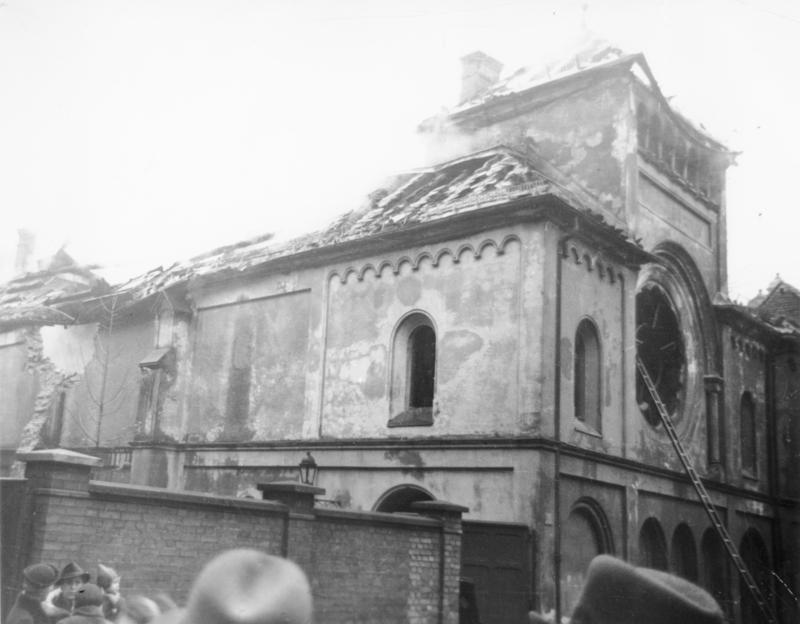
Spalona synagoga w Monachium

Spotkanie w sali ratuszowej zakończyło się o 22:50. Niezwłocznie po tym funkcjonariusze partyjni dali podległym sobie organom w terenie wytyczne do działań antysemickich. Tak więc, mimo doniesień prasowych „o niewinnych wiecach antyżydowskich”, w nocy z 9 na 10 listopada 1938 rozpoczęła się akcja zainicjowana przez władze partyjne i państwowe.
Szef Policji Bezpieczeństwa Gruppenführer SS Reinhard Heydrich został powiadomiony przez Komendę Policji Państwowej w Monachium w nocy z 9 na 10 listopada, że kierownictwo administracyjne Monachium zaawizowało wystąpienia antyżydowskie ludności. Policja Państwowa się do nich nie mieszała. Według wytycznych Hitlera, policja i SA (oddziały szturmowe NSDAP) miały się ograniczyć do ochrony własności ludności aryjskiej. Po północy Heydrich skierował do podległych organów telegram, w którym wyjaśnił, że należy podejmować działania antyżydowskie, tak by nie spowodować uszczerbku na życiu i własności ludności niemieckiej.
W nocy z 9 na 10 listopada 1938 doszło w całych Niemczech do pogromu ludności żydowskiej. Choć akcja miała być spontaniczna, uczestniczyły w niej bojówki SA, a nawet członkowie SS (eskadr ochronnych). W efekcie:
- zamordowano 91 osób narodowości żydowskiej[3];
- spalono 171 synagog[3];
- zniszczono 7500 sklepów należących do Żydów[3];
- zdemolowano 171 domów mieszkalnych;
- zbezczeszczono prawie wszystkie cmentarze żydowskie;
- osadzono w obozach koncentracyjnych 26 tys. Żydów[3].

Zadano straty kulturze żydowskiej, niszcząc dzieła sztuki. Płonącym synagogom bezczynnie przyglądała się niemiecka straż pożarna. Nie interweniowała policja. Zakłady ubezpieczeń wypłaciły Żydom małe sumy za wybite szyby i wystawy sklepowe. Mimo tego Hermann Göring wydał rozporządzenie nakazujące, by Żydzi zebrali 1 mld marek (faktycznie zebrano 1,2 mld marek) jako odszkodowanie na rzecz państwa niemieckiego.
Ostatecznie jednak próba pokazania „złości niemieckiego narodu” za zamach w Paryżu nie w pełni się udała. Większość Niemców zachowała się biernie. Tylko nieliczni przyłączyli się do aktów wandalizmu.

## Nowy etap kwestii żydowskiej
Akty terroru po wydarzeniach z 9–10 listopada 1938 miały konkretny cel – obrzydzić ludności żydowskiej pobyt w Niemczech i zmusić ją do emigracji, lecz z pozostawieniem majątku na terenie III Rzeszy. 12 listopada Herman Göring oświadczył, że problem żydowski odtąd będzie rozpatrywany kompleksowo i ostatecznie zostanie doprowadzony do końca. Zaistniał nowy etap w siłowym rozwiązaniu programu antysemickiego przyjętego przez NSDAP, tzw. ostatecznego rozwiązania kwestii żydowskiej.
Kierownictwo narodowosocjalistyczne III Rzeszy podjęło wiele działań dyskryminujących Żydów. Wywłaszczenia pozbawiły ich środków do życia. Zabroniono im przebywania w kinach, teatrach oraz uczestniczenia w spotkaniach publicznych. Zezwolono na przebywanie tylko w wyznaczonym obszarze (getta). W grudniu 1938 r. zabrano im prawa jazdy, a lekarzom i adwokatom zabroniono wykonywania zawodu.
„Noc kryształowa” stała się w istocie nowym etapem prześladowania Żydów, włącznie z ich fizyczną eksterminacją. We wrześniu 1941 wprowadzono obowiązek noszenia „Gwiazdy Dawida”. W styczniu 1942 podczas konferencji w Wannsee (dzielnicy Berlina) podjęto program radykalnego rozwiązania kwestii żydowskiej, tożsamej z Holocaustem milionów Żydów, którzy zostali zamordowani w obozach zagłady.

Znaczek pocztowy NRD upamiętniający noc kryształową, wydany w 24. jej rocznicę

## Dzień pamięci
Od 1989 r. organizowany jest na arenie międzynarodowej Międzynarodowy Dzień Walki z Faszyzmem i Antysemityzmem. Wcześniej obchodzony był jako Dzień Pamięci o Nocy Kryształowej.